# ضريبة الأرباح الزائدة
ضريبة على الأرباح الزائدة  (بالإنجليزية: excess profits tax ) هي ضريبة ترفعها الحكومة على أرباح شركة عند تجاوزها نسبة معينة . وهي ضريبة تفرض على الشركات والمؤسسات التجارية وقت الحرب وقد بدأت في الولايات المتحدة الأمريكية عام 1863 لأول مرة في ولاية تكساس . كما عممت الضريبة عام 1917 على أن تكون تصاعدية بنسبة 20 إلى 60 في المئة على جميع الشركات التي تزيد أرباحها أثناء الحرب عن أرباحها وقت السلم بنسبة 7% أو أن تزيد بنسبة 9% من رأس المال.
ثم قصر قانون عام 1918 تلك الضريبة على الشركات فقط و رفعت النسبة الضريبية . ثم قامت الحكومة الفدرالية في نفس العام وبالنسبة لعام 1918 وحده بفرض ضريبة تعويضا عن ضريبة الأرباح الزائدة ، ورفعتها لتكون بنسبة 80% غلى أن يقوم الملزم بدفع الضريبة أن يقوم بدفع الضريبة الأعلى من كلتاهما . وفي عام 1921 ألغيت ضريبة الأرباح الزائدة بالرغم من ارتفاع اصوات بالمطالبة باستمرارها وجعلها دائمة . وفي عامي 1933 و 1935 قرر الكونغرس ضريبتين أخف وقعا تفرض الارباح الزائدة لتكون مكملة للضريبة المعتادة على أرباح راس المال.